# Maków (przystanek kolejowy)
Maków – przystanek kolejowy w Makowie, w województwie łódzkim, w Polsce. Znajdują się tu 2 perony.

## Wypadki
We wtorek, 4 czerwca 2024 roku, człowiek na stacji został śmiertelnie potrącony przez pociąg towarowy.

## Ruch pasażerski[2]
| Rok  | Wymiana pasażerska na dobę | Miejsce w Polsce |
| ---- | -------------------------- | ---------------- |
| 2017 | 100-149                    | bd.              |
| 2018 | 100-149                    | bd.              |
| 2019 | 100-149                    | 937.             |
| 2020 | 100-149                    | 805.             |
| 2021 | 100-149                    | 879.             |
| 2022 | 200-299                    | 867.             |
| 2023 | 200-299                    | 894.             |
| 2024 | 200-299                    | 1018.            |